# Chrysotoxum arcuatum
Chrysotoxum arcuatum es una especie de moscas sírfidas muy extendido en Gran Bretaña e Irlanda Desam, pero es mucho más común en los distritos de las tierras altas del norte y el oeste, donde se encuentra típicamente a nivel del suelo, cerca de los bordes de los bosques y páramos. Se cree que las larvas se alimentan de pulgones.